# Resto (Rõuge)
Resto es una aldea del municipio de Rõuge, en el condado de Võru, Estonia, con una población (en 2011) de 5 habitantes. 
Se encuentra ubicada al sur del condado, cerca del Suur Munamägi —el punto más alto del país con 318 metros—, del lago Rõuge Suurjärv y de la frontera con Letonia y Rusia.